# Jó Könyvek
A Jó Könyvek egy 19. század végi magyar könyvsorozat volt. 

## Jellemzői
A sorozatot az 1880-as évek közepén indította a Méhner Vilmos-féle Könyvkiadóhivatal a közoktatási minisztérium megbízásából. Célja az volt, hogy neves magyar írók olcsó műveivel kiszorítsa a korabeli ponyvairodalom termékeit. A füzetek szerzői között helyet kapott Petőfi Sándor, Jókai Mór, Gyulai Pál, Tompa Mihály, Mikszáth Kálmán, Szabó Endre, Tolnai Lajos, és Vörösmarty Mihály is. Az egyes füzetek ára 12 fillér volt.
Egy idő után a Révai Testvérek vették át a kötetek kiadását.
A sorozat egyes részei 10-esével is megjelentek:
- I. kötet: 1–10. szám egy kötetben.
- II. kötet: 11–20. szám egy kötetben.
- III. kötet: 21–30. szám egy kötetben.

## Részei
- 1. Jókai Mór.  Mátyás diák és Bente ur. Néprege Mátyás királyról. Versbe szedte –. 10 szép képpel. Rajzolta Jankó János. (8-r. 32 l.)
- 2. P. Szathmáry Károly. A ki a szentjét el nem adja. Néprege. 7 szép képpel. (8-r. 32 l.)
- 3. Mikszáth Kálmán. Herczeg Eszterházy Miklós kalandjai szárazon és vizen. (8-r. 31 l.)
- 4. Jókai Mór. A nagyenyedi két fűzfa. 7 szép képpel. (8-r. 32 l.)
- 5. P. Szathmáry Károly. Mátyás király és a gonosz kamarás. Igaz történet. 7 szép képpel. Rajzolta Jankó János. (8-r. 32 l.)
- 6. Mikszáth Kálmán. Az ördög orsója, vagy a tolpányi boszorkány históriája. 9 szép képpel. Rajzolta Gyulay László. (8-r. 32 l.)
- 7. Törs Kálmán. (Kálmán diák.) Garibaldi ifjusága és hőstettei. 7 képpel. (8-r. 32 l.)
- 8. Jókai Mór. A hazajáró lélek. 8 szép képpel, Goró Lajostól. (8-r. 32 l.)
- 9. Reviczky Gyula. Edelény, a holtig hű szerető. Igaz história 3 énekben. 3 szép képpel. Rajzolta Feszty Árpád. (8-r. 16 l.)
- 10. Inczédy László. Kocsis és királyleány, vagy a hű szerelem diadala. Kalandos história három részben. Versekbe szedte –. 3 szép képpel. Rajzolta Baditz Ottó. (8-r. 23 l.)
- 11. Jókai Mór. Puskás Kalári. Székely monda. 3 szép képpel. Rajzolta Baditz Ottó. (8-r. 24 l.)
- 12. P. Szathmáry Károly. Varga János, vagy a kit az Isten megbélyegzett. Igaz történet. 3 szép képpel. Rajzolta Gyulay László. (8-r. 29 l.)
- 13. Mikszáth Kálmán. Jókai Mór, vagy a komáromi fiu, ki a világot hóditotta meg. 3 szép képpel. Rajzolták Jankó János és Dörre Tivadar. (8-r. 21 l.)
- 14. Mayer Miska. A lutri koldusa. Igaz történet. 3 szép képpel. Rajzolta Dörre Tivadar. (8-r. 23 l.)
- 15. Rudnyánszky Gyula. Az áruló guzsaly, vagy »három alma, meg egy fél, kérettelek, nem jöttél«. Szép história 3 énekben. 3 szép képpel. Rajzolta báró Mednyánszky László. (8-r. 29 l.)
- 16. Jókai Mór. Oroszlánhűség. Költői elbeszélés. 2 szép képpel. Rajzolta Jókai Róza. (8-r. 24 l.)
- 17. Váradi Antal. A kisértet, vagy nem jó a hirtelen harag. 2 szép képpel. Rajzolta Budai László. (8-r. 39 l.)
- 18. Mikszáth Kálmán. Herczeg Eszterházy Miklós további kalandjai. 2 szép képpel. Rajzolta Kacziány Ödön. (8-r. 39 l.)
- 19. P. Szathmáry Károly. Munkácsy Mihály, vagy miképpen lett az asztalosinasból világhirű művész? Igaz történet versekben. 3 szép képpel, Gyulay Lászlótól. (8-r. 21 l.)
- 20. Lantos Sebestyén diák. (Szabó Endre.) Hogy jöttek be a magyarok? Históriás ének. 3 szép képpel. Rajzolta Jantyik Mátyás. (8-r. 24 l.)
- 21. Vargha Gyula. Csizár Márton. Elbeszélés. 2 szép képpel. Rajzolta Gyulay László. (8-r. 30 l.)
- 22. Endrődi Sándor. A kivándorlók, vagy Burján Pál tanulságos története. 2 szép képpel. Rajzolta Budai László. (8-r. 23 l.)
- 23. Vajda János. Törzsök Jankó, vagy a három erős ember. Mese 3 részben. 3 szép képpel. Rajzolta Gyulay László. (8-r. 32 l.)
- 24. P. Szathmáry Károly. Balkezű Demeter. Igaz történet. 3 szép képpel. Rajzolta Gyulay László. (8-r. 16 l.)
- 25. Koroda Pál. A pörös jószág. Igaz történet. 2 szép képpel. Rajzolta Dörre Tivadar. (8-r. 21 l.)
- 26. Mayer Miksa. A világ vége. Ugy, a hogy volt, hiven elbeszéli –. 2 szép képpel. Rajzolta Goró Lajos. (8-r. 30 l.)
- 27. Váradi Antal. A mérges bötü, vagy ne olvass rossz könyveket! 2 képpel. Rajzolta Kacziány Géza. (8-r. 30 l.)
- 28. Sikor Margit. Babos uram betegsége, vagy a pálinka hatása. A »Jó könyvek« 250 frankos pályázatán dijnyertes elbeszélés. 3 képpel. Rajzolta Goró Lajos. (8-r. 24 l.)
- 29. P. Szathmáry Károly. Rege a tündérkirálynőről. 2 képpel. Rajzolta Gyulay László. (8-r. 15 l.)
- 30. Mikszáth Kálmán. A titokzatos fekete láda. Elbeszélés. 2 képpel. Rajzolta Dörre Tivadar. (8-r. 22 l.)
- 31. P. Szathmáry Károly. Kurucz Péter, az istenkáromló. Igaz történet. 3 képpel. Rajzolta Roskovics Ignác. (8-r. 20 l.)
- 32. Tóth Endre. A Bokor Erzsi története. Elbeszélés. 2 képpel. Rajzolta Mannheimer Ágoston. (8-r. 30 l.)
- 33. Lantos Sebestyén diák. (Szabó Endre.) Szilágyi és Hajmási. Históriás ének. 3 képpel. (8-r. 20 l.)
- 34. Gabányi. A rossz asszony, vagy miért akarta magát elveszteni Pergő Tamás a három gyermekével? 2 képpel. Rajzolta Mannheimer Ágoston. (8-r. 20 l.)
- 35. Vékony Antal. A kincskeresők. Elbeszélés. 2 képpel. Rajzolta Gyulay László. (8-r. 22 l.)
- 36. Mayer Miksa. »Elvitte az ördög«, vagy az érfalvi kincskeresők furcsa és szomorú kalandja. 2 képpel. Rajzolta Mannheimer Ágost. (8-r. 30 l.)
- 37. László Mihály. A pokol torkában. Elbeszélés 2 képpel. Rajzolta Mannheimer Ágoston. (8-r. 29 l.)
- 38. Tolnai Lajos. A nagy gróf komája. Elbeszélés. 2 képpel. Rajzolta Mannheimer Ágoston. (8-r. 23 l.)
- 39. Tóth Endre. Két kis libapásztor. Elbeszélés három fejezetben. Az elhunyt jeles költő utolsó műve. 2 képpel. Rajzolta Mannheimer Ágoston. (8-r. 24 l.)
- 40. Koroda Pál. A szép Sára története, vagy a legnagyobb veszedelemben legközelebb az Isten segitsége. 1 képpel. Rajzolta Mannheimer Ágoston. (8-r. 20 l.)
- 41. Tolnai Lajos. A kovács-fundáció. Elbeszélés. 2 képpel. Rajzolta Mannheimer Ágoston. (8-r. 23 l.)
- 42. Mayer Miksa. Az életmentő. Igaz történet. Elbeszéli –. 2 képpel. Rajzolta Mannheimer Ágoston. (8-r. 24 l.)
- 43. Váradi Antal. Virág Bence, vagy ne itélj, hogy el ne itéltessél! Elbeszélés 2 képpel. Rajzolta Mannheimer Ágoston. (8-r. 48 l.)
- 44. Vaskovitsné Serédy Izabella. Az anyajegy. 2 képpel. Rajzolta Mannheimer Ágoston. (8-r. 23 l.)
- 45. Hajnóczy. Csicsóné. Elbeszélés. 2 képpel. Rajzolta Mannheimer Ágoston. (8-r. 24 l.)
- 46. Vajda János. A jó egészség és a hosszú élet titka. Aranytanácsok és szabályok a testi-lelki erő és egészség fönntartására. Versekbe foglalta –. (8-r. 24 l.)
- 47. P. Szathmáry Károly. Gondos András története, vagy »legfőbb kincs az egészség«. 2 képpel. Rajzolta Mannheimer Ágoston. (8-r. 33 l.)
- 48. Barna Jónás. Igriczke és Vágó Jancsi története. 1 képpel. Rajzolta Széchy Gyula. (8-r. 24 l.)
- 49. Váradi Antal. Petőfi, a magyar nemzet büszkesége. Élete folyását a magyar nép számára versekben megirta –. 1 képpel. (8-r. 31 l.)
- 50. Rédiger Géza. Kincses Jancsi, vagy a juhászbojtár meséje. 1 képpel. (8-r. 16 l.)
- 51. P. Szathmáry Károly. Vitéz Holubár Vencel lovag története. Avagy »se pénz, se posztó«. Viggal elegy hős költemény hat énekben. 4 képpel. (8-r. 30 l.)
- 52. P. Szathmáry Károly. Mátyás király udvara. Holubár Vencel kalandjainak folytatása. Viggal elegy hős költemény hat énekben. 3 képpel. (8-r. 32 l.)
- 53. Cigány-adomák. 9 képpel. (8-r. 32 l.)
- 54. Gyulai Pál. Szilágyi és Hajmási. Két magyar ifjú szomorú fogsága és szerencsés menekülése. Históriás ének a magyar nép számára. 3 szép képpel. Rajzolta Radóné H. Nelli. (8-r. 32 l.)
- 55. Nógrádi Pap Gyula. A csillagszemű juhász. Szép rigmusokban elmeséli –. 12 szép képpel. (8-r. 31 l.)
- 56. Gaal Mózes. Világverő hunok viselt dolgairól. Három szép história. A magyar népnek meséli –. 5 képpel. (8-r. 32 l.)
- 57. Jókai Mór. A tengerszem tündére. Rege a magyar nép számára. Meséli –. 8 képpel. (8-r. 31 l.)
- 58. Lármás őrmester bakabölcsesége. Adomák a baka életből. 17 képpel. (8-r. 32 l.)
- 59. Vörösmarty Mihály után. A kecskebőr, vagy a megcsufolt kincskeresők. 6 képpel. (8-r. 31 l.)
- 60. Jókai Mór.  Thonuzoba pogány vezér hősi halála. A magyar népnek megirta –. Gaal Mózes. A hűséges János. Négy hős legény. 4 képpel. (8-r. 32 l.)
- 61. Gaal Mózes. Etele királyról, hunoknak uráról. A magyar népnek elmeséli –. 5 képpel. (8-r. 31 l.)
- 62. Gaal Mózes. Az igéret földje, vagy a szocializmus diadala a nép között. Tanulságos történet. 1 képpel. (8-r. 32 l.)
- 63. Arany János. A Jóka ördöge. Népmese. A fülemile. Egy életünk, egy halálunk. Nemzetőr dal. Mit csinálunk? 5 képpel. (8-r. 32 l.)
- 64. Gyulai Pál. A gonosz mostoha. Népmese. – A kőember. Monda. – Kis tű kezdi, farkas végzi. 3 képpel. (8-r. 32 l.)
- 65. Gaál Mózes. Buda halála és az Isten kardjának rettenetes utja –. A magyar népnek elmeséli –. 4 képpel. (8-r. 32 l.)
- 66. More vajda bölcsesége. Még egy sor cigányadoma. 8 képpel. (8-r. 32 l.)
- 67. Arany János. Első lopás. Költői elbeszélés. – Szőke Panni. – Népdalok. I–II. Koldus-ének. – Az ó-torony. – Érzékeny bucsú. 10 képpel. (8-r. 32 l.)
- 68. Vetési László. Van-e kincs az árokparton? Tanulságos történet az isteni Gondviselés utairól. 14 képpel. (8-r. 31 l.)
- 69. Könyves Tóth Kálmán. A honvéd árnya. A magyar népnek elmeséli –. 6 képpel. (6-r. 31 l.)
- 70. Gaal Mózes. Etele király dicsősége és halála. 6 képpel. (8-r. 32 l.)